# Keryn McMaster
Keryn McMaster (ur. 19 września 1993 w Auckland) – australijska pływaczka specjalizująca się w stylu zmiennym, brązowa medalistka igrzysk Wspólnoty Narodów.

## Kariera
W 2014 roku podczas igrzysk Wspólnoty Narodów w Glasgow zdobyła brązowy medal na dystansie 400 m stylem zmiennym, uzyskawszy czas 4:36,35 min.
Rok później, w tej samej konkurencji na mistrzostwach świata w Kazaniu zajęła 13. miejsce (4:39,05). Na 200 m stylem zmiennym uplasowała się na 17. pozycji z czasem 2:13,42 min.
Podczas igrzysk olimpijskich w Rio de Janeiro na dystansie 400 m stylem zmiennym z wynikiem 4:37,33 min zajęła dziesiąte miejsce ex aequo z Japonką Miho Takahashi.